# ضمانات (مسلسل تلفزيوني)
ضمانات (بالإنجليزية: Collateral) مسلسل دراما وغموض وجريمة تلفزيوني بريطاني من أربعة أجزاء، كتبه ديفيد هير، وأخرجه إس جيه كلاركسون. تم بثه لأول مرة على شاشة التلفزيون في 12 فبراير 2018. المسلسل من تمثيل كاري موليجان - ناثانيال مارتيلو وايت - جيني سبارك - نيكولا ووكر - جون سيم  وتدور الأحداث حول تحقيق الشرطة في مقتل عامل توصيل البيتزا. كان المسلسل أول عمل تلفزيوني للكاتب هير، على الرغم من كتابته لمحطة بي بي سي منذ عام 1973.
أنتج المسلسل شركة الدراما البريطانية المستقلة «ذي فورج The Forge» وقام بتوزيعه شركة «أول -3- ميديا» حول العالم، كما شاركت شركة «نيتفليكس» في الإنتاج والإصدار في 9 مارس 2018 واصدرته شركة «دازلر ميديا Dazzler Media» على اسطوانة DVD في 26 مارس 2018.

## طاقم التمثيل
كاري موليجان: في دور كيب جلاسبي (مفتشة الشرطة)
جون سيم: في دور ديفيد مارس (نائب الشعب، ووزير النقل لحكومة الظل)
بيلي بايبر: في دور كارين مارس (زوجة ديفيد السابقة)
نيكولا ووكر: في دور جين أوليفر (القسيسة)
ناثانيال مارتيلو وايت: في دور ناثان بيلك (المخبر الرقيب)
جيني سبارك: في دور ساندرين شو (نقيب الجيش البريطاني)
هايلي سكوايرز: في دور لوري ستون (مديرة مطعم ريجال للبيتزا)
عهد كامل: في دور فاطمة عاصف (شقيقة عبد الله عاصف)
جويلية نمير: في دور منى عاصف (شقيقة عبد الله عاصف)
كاي ألكسندر: في دور لينه شوان هوي (الفيتنامية والشاهدة الرئيسية)
بن مايلز: في دور جاك هايلي (المحقق المشرف)
روب جارفيس: في دور إيوان جونسون (محقق الشرطة)
فينيتا ريشي: في دور راخي شاه (محقق الشرطة)
روبرت بورتال: في دور تيم دايسون (رائد الجيش البريطاني)
أورلا برادي: في دور فيبي دايسون (زوجة الرائد تيم دايسون)
جون هيفرنان: في دور سام سبينس (عميل مخابرات الجيش البريطاني)
مايا سانسا: في دور بيرنا يالاز (عميلة سرية في مخابرات الجيش البريطاني)
كيم ميدكالف: في دور سوكي فينسينت (مذيعة أخبار بي بي سي)
جاكلين بواتسوين: في دور مونيك
ريتشارد مكابي: في دور بيتر ويستبورن (صاحب شركة بيمليكو للسياحة)
بريان فيرنيل: في دور ميكي جوانز (عامل توصيل البيتزا)
ديبورا فيندلاي: في دور إليانور شو (والدة ساندرين)
ساسكيا ريفز: في دور ديبورا كليفورد (زعيمة المعارضة وحزب العمال)
جورج جورجيو: في دور محمد أكمان (مهرب)
نيكولا دوفيت: في دور أليس ستون (والدة لوري ستون)
فيرا تشوك: في دور جيل ليونج (مراسلة إخبارية تلفزيونية)
أدريان لوكيس: في دور زان سكوفيلد (طبيب نفسي)

## أحداث المسلسل
الحلقة الأولى: يطلق مجهول الرصاص على عبد الله عاصف (عامل توصيل البيتزا) في إحدى ضواحي جنوب غرب لندن بعد تسليمه بيتزا إلى كارين مارس (بيلي بايبر) الزوجة السابقة لنائب حزب العمال ديفيد مارس (جون سيم). تبدأ محققة الشرطة كيب جلاسبي (كاري موليجان) في التحقيق لتكتشف الشاهدة الفيتنامية لينه شوان هوي (كاي ألكسندر) التي كانت تجلس في نفس شارع الجريمة ومعها بعض المواد المخدرة، وتكتشف أن زميل عبد الله ميكي جوانز (بريان فيرنيل) هو من كان عليه توصيل البيتزا ولكن لوري ستون (هايلي سكوايرز)، مديرة مطعم ريجال للبيتزا، قد قررت تغيير عامل التوصيل في اللحظة الأخيرة.
الحلقة الثانية: تستجوب كيب جلاسبي شقيقتي القتيل، فاطمة (عهد كامل) ومنى (جويلية نمير)، وتجد اهتمام كبير من عميل المخابرات العسكرية سام سبينس (جون هيفرنان) بالشقيقتين مما يثير شكوك المحققة ويوحي لها بأن إطلاق النار على عبد الله وراءه قصة معقدة. في هذه الأثناء، تخضع كابتن الجيش البريطاني ساندرين شو (جيني سبارك) لمضايقات من رئيسها الرائد تيم دايسون (روبرت بورتال).
الحلقة الثالثة: بعد العثور على جثة، مديرة مطعم ريجال للبيتزا، لوري ستون (هايلي سكواير) مقتولة، تعيد كيب مقابلة فاطمة ومنى. يعقد ديفيد مؤتمر صحفي بخصوص إلقاء القبض على المهاجرين الغير شرعيين فاطمة ومنى حيث يصف بريطانيا بأنها «بلد صغير سيء» كما يكتشف إدمان كارين للمخدرات. يغضب مفتش الشرطة ناثان بيلك (ناثانيال مارتيلو وايت) من أساليب كيب في البحث ويحاول مواصلة تحقيقاته من وراء ظهرها في محاولة لإحراز تقدم في القضية.
الحلقة الرابعة: تهدد ساندرين تهدد زوجة رئيسها الرائد تيم في محاولة يائسة للكشف عن أفعاله السيئة معها والتحرش بها. تحاول كيب عرض منح فاطمة ومنى إقامة دائمة في المملكة المتحدة مقابل معلوماتهم، بينما يواصل ناثان تسريب المعلومات إلى المخابرات. تلقي كيب القبض على بيرنا يالاز (مايا سانسا) العميلة السرية للمخابرات العسكرية كوسيلة للمساومة لفتح القضية على مصراعيها وملاحقة المسؤولين عن مقتل عبد الله.

## استقبال المسلسل
منح موقع «الطماطم الفاسدة» المسلسل تقييماً مقداره 79% وكتب إجماع نقاد الموقع: «مسلسل متعجرف أحياناً لكن الأداء القوي للممثلين يتفوق على نصًا مكتظًا ويشير إلى أن النوايا الحسنة يمكن أن تُحسب لشيء ما».
منح موقع «ميتاكريتيك» المسلسل تقييماً مقداره 74%.
وصفت الصحيفة الهندية باللغة الإنجليزية «هندوستان تايمز» المسلسل بأنه: «لغز جريمة قتل مزمنة».
كتب الموقع الإخباري والإعلامي الهندي على الإنترنت «فرست بوست»: «يطرح المسلسل أسئلة مهمة ولكنه لا يقدم أي إجابات».
رشح المسلسل لجوائز تلفزيون الاكاديمية البريطانية 2019 لأفضل ممثلة مساندة (بيلي بايبر)، كما رشح جوائز الاكاديمية البريطانية للتلفزيون 2019، لأفضل تصوير وإضاءة (بالاش بوليجو).

## وصلات خارجية
https://www.imdb.com/title/tt6729080/ ضمانات (مسلسل تلفزيوني)
https://letterboxd.com/film/collateral-2018/ ضمانات (مسلسل تلفزيوني)
https://www.bbc.co.uk/programmes/b09s7hcl ضمانات (مسلسل تلفزيوني)
https://www.filmaffinity.com/en/film415333.html ضمانات (مسلسل تلفزيوني)
https://pics.filmaffinity.com/collateral-720304332-large.jpg ضمانات (مسلسل تلفزيوني)